# 목인배
목인배(睦仁培, 1794년 ~ 1877년)는 조선의 문신이다. 본관은 사천(泗川). 자는 치익(稚益), 호는 가은(嘉隱)이다.

## 생애
1822년(순조 22) 진사(進士)가 되고, 1829년(순조 29) 정시 문과에서 병과로 급제했다.
사헌부장령, 충청도사, 정언, 봉상시정(奉常寺正) 등 여러 관직을 거쳐 1853년(철종 4) 제주목사(濟州牧使)로 부임했다.
1859년(철종 10) 사간원 대사간(司諫院大司諫)이 되었다.
1873년(고종 10) 예조 참판(禮曹參判)에 올랐다.

## 가족
- 증조부 : 병조좌랑 목지경(睦趾敬)
  - 조부 : 통덕랑(通德郞) 목조덕(睦祖德)
    - 아버지 : 첨지중추부사(僉知中樞府事) 목안중(睦安中)
    - 어머니 : 이석경(李碩慶)의 딸
      - 형 : 목인재(睦仁㘽)
      - 동생 : 목인회(睦仁會)